# Ahmed Hassanein
Ahmed Hassanein, también conocido como Ahmed Mohammed Hassanein Bay  Pasha (Giza, 31 de octubre de 1899 – El Cairo, 19 de febrero de 1946) fue un cortesano, diplomático, político y explorador egipcio. Hassanein fue tutor, jefe del Diwan y chambelán del rey Faruq. Representó a Egipto en los Juegos Olímpicos de Amberes de 1920 y en los Juegos Olímpicos de París de 1924, en la competición de esgrima.

## Biografía

### Actividad política y militar
Hassanein, de ascendencia beduina, pertenecía a la clase alta egipcia, pues su padre, Muhammad Hassanein, fue profesor en la Universidad de Al-Azhar y confidente de importantes figuras políticas egipcias como el jedive Abbas y el sultán Hussein Kamel. Su abuelo fue Ahmed Pasha Mazhar Hassanein, el último almirante de la flota egipcia antes de que los británicos la desmantelaran tras la ocupación de Egipto en el siglo XIX.
Estudió Derecho en El Cairo y cuando el rey Fuad I asumió el poder, su padre logró obtener una recomendación  para inscribirlo en una universidad británica. Hassanein continuó sus estudios en el Balliol College de la Universidad de Oxford. El rey Fuad eligió a Hassanein para que fuera el tutor del príncipe heredero Faruq durante los estudios de este en Londres. Faruq aprendió a hablar árabe con fluidez bajo la tutela de Hassanein.
Ingresó en el ejército y comenzó su carrera como secretario árabe del comandante británico en El Cairo, general Maxwell, durante la Primera Guerra Mundial. En 1920, trabajó como inspector adjunto en el Ministerio del Interior, luego fue delegado para negociar con Italia, potencia ocupante de Libia, sobre las fronteras occidentales en 1924. Fue asesor del rey Fuad (1925-1936) y chambelán de la reina Nazli (1936-1946). A partir de 1940, fue considerado como una de las personas más influyentes de Egipto desde su puesto de jefe de la corte real de Faruq.

### Expedición a los «oasis perdidos»

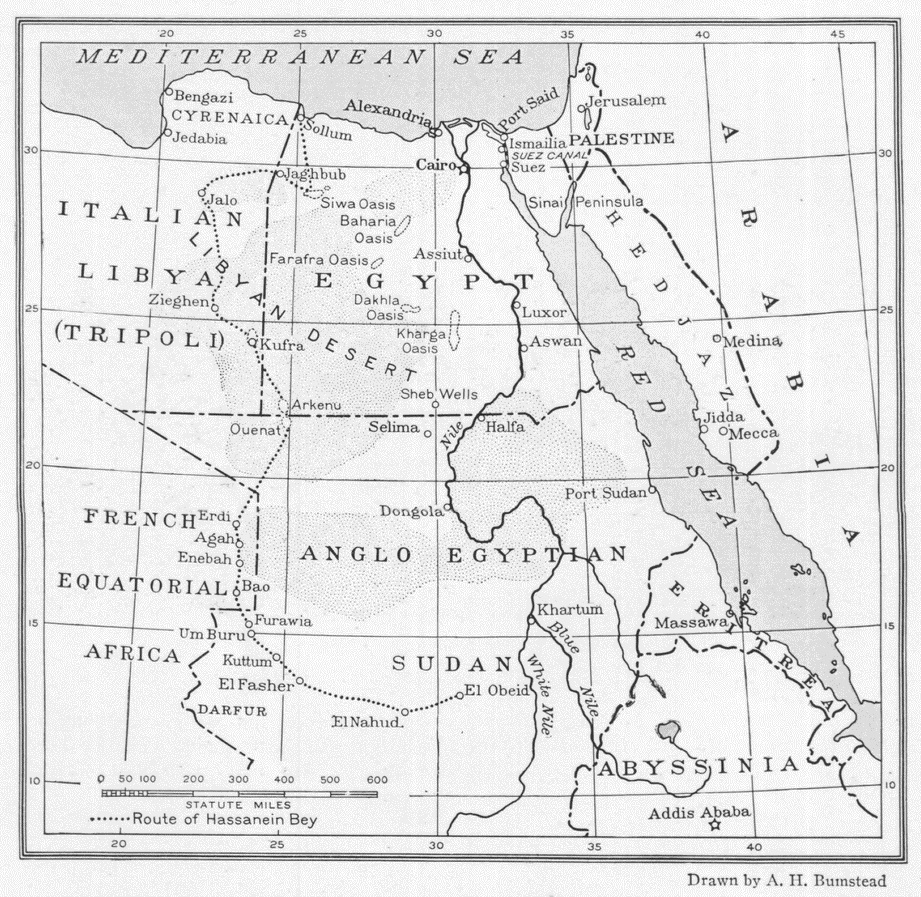
Mapa de la expedición de Hassanein

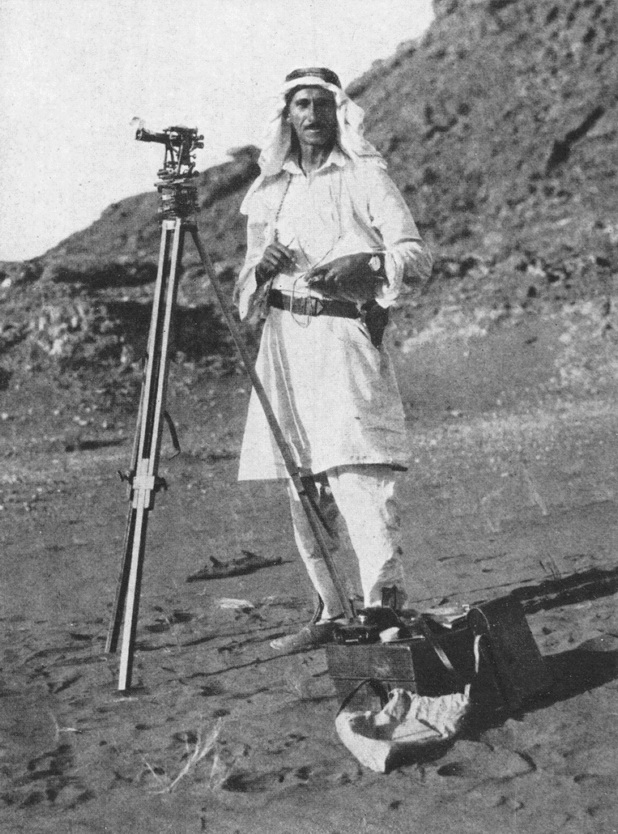
Ahmed Hassanein durante su expedición de 1923 al desierto de Libia

Durante la gobernanza británica de Egipto, se negociaba un tratado de paz con la secta sanusí de Libia. Hassanein oyó rumores que hablaban de la existencia de oasis en la zona profunda del desierto libio, oasis que no existían en los mapas de la época. Como Hassanein era musulmán y había demostrado su amistad, los jefes sanusíes le autorizaron a explorar el desierto líbico por ellos controlado.
Hassanein organizó una expedición que recorrió unos tres mil quinientos kilómetros, avanzado en caravanas de camellos durante seis meses desde el Mediterráneo hasta el Sudán anglo-egipcio, atravesando el desierto líbico. En diciembre de 1922, inició la expedición desde Sallum, pasó por el oasis de Siwa y por Kufra. Fue reconociendo el terreno y elaborando un mapa, hasta que llegó a los llamados «Oasis Perdidos» de Jebel Uweinat (Ouanet) y Jebel Arkenu (Arkenet). Después continuó la hacia el sur y luego al este, hasta llegar a El Obeid, ya cerca del Nilo. Se abrieron así nuevas rutas del Sahara desde Kufra hasta el Sudán.
Hassanein realizó un mapa preciso de una región entonces poco conocida usando técnicas de observación astronómica y triangulación. Por su trabajo en la región, que incluyó una detallada historia cultural del pueblo sanusí, una colección geológica y miles de fotografías, fue distinguido con el título de Bey y en 1924 con la Medalla del Fundador de la Real Sociedad Geográfica. 

### Muerte
Hassanein siguió siendo un confidente cercano del rey y ocupó altos cargos de la corte durante muchos años hasta su fallecimiento en un accidente automovilístico por colisión con un camión del ejército británico en el puente Qasr al-Nil, en febrero de 1946. El informe oficial señaló el clima lluvioso como causa del accidente, pero algunas fuentes afirmaron que el accidente había sido intencionado.
Inicialmente fue enterrado en el mausoleo de su familia en la Ciudad de los Muertos, un cementerio de El Cairo. Cuatro años más tarde, su cuerpo fue trasladado a un imponente mausoleo neomameluco ubicado en el borde occidental de ese mismo cementerio. Esta estructura fue diseñada por el arquitecto egipcio Hassan Fathy, construida por el entonces reino egipcio a un costo de 22,000 libras egipcias.